# Bandera de Galicia
La bandera de Galicia se regula por la Ley 5/1984, de 29 de mayo de 1984, de la Junta de Galicia. En ella se legisla que la bandera de Galicia ha de tener una longitud igual a tres medios de su ancho. Es blanca, con una banda azul celeste de un ancho equivalente a la cuarta parte del de la bandera, que la atraviesa desde la parte superior al asta hacia la parte inferior al batiente. Esta versión, sin escudo, es denominada «bandera civil» por la vexilología —la ciencia que estudia las banderas— y puede ser utilizada por los ciudadanos pero no por la administración pública, que debe, obligatoriamente, emplear la «bandera institucional», con escudo. Esta versión, con escudo, también puede ser utilizada por la población civil.
La representación moderna y oficial del escudo gallego fue fijada en el año 1972 por la Real Academia Gallega (RAG). La RAG propuso a la Junta de Galicia incluir las armas o escudo gallego sobre la bandera civil, conformando la «bandera institucional». La bandera «de Estado», «institucional» u «oficial» gallega es la que debe figurar en los actos oficiales del Gobierno e instituciones gallegas. «La bandera de Galicia deberá llevar cargado el escudo oficial cuando ondee en los edificios públicos y en los actos oficiales de la Comunidad Autónoma», según la Ley 5/1984 de Símbolos de Galicia, Artículo 2.2.

## Historia
Durante el siglo XIX hubo una gran afluencia de emigrantes gallegos hacia América. Uno de los principales puertos de salida de la emigración era La Coruña. La bandera asignada a la provincia marítima de La Coruña en septiembre de 1845 consistía en una cruz de San Andrés azul sobre fondo blanco, pero la Armada Imperial Rusa tenía un pabellón de guerra idéntico, lo que provocó las protestas rusas. El gobierno español aceptó las demandas rusas y ordenó por decreto la modificación de la bandera el 22 de junio de 1891, suprimiendo uno de los dos brazos de la cruz «para evitar las dificultades que puedan suscitarse, confundiendo la bandera del Imperio ruso con la de la provincia marítima de La Coruña, se modifique esta última suprimiéndole una de las aspas, quedando por tanto reducida a una bandera blanca con faja diagonal azul para evitar la confusión que se pueda dar entre la enseña del Imperio de Rusia y la de la provincia marítima de La Coruña».
Una de las teorías que se baraja sobre el origen de la actual bandera de Galicia sería que los emigrantes gallegos al llegar a su destino habrían adoptado la bandera de la provincia marítima de La Coruña, que ondeaba en el puerto y en los transatlánticos, como bandera de Galicia. Sin embargo, otra postura defiende que la bandera habría sido creada por los Galeguistas del Rexurdimento, y que la bandera blanca con franja transversal azul ya habría aparecido durante el traslado de los restos de Rosalía de Castro los días 25, 26 y 27 de mayo de 1891 (un mes antes de que se decretase la nueva bandera marítima). Autores como Adelardo Novo apoyaron esta postura.

Los colores de la bandera de Galicia: campo blanco dividido por ancha banda azul diagonal, de izquierda a derecha.
 Gaceta de Galicia, Santiago de Compostela (1892)

La Bandera Gallega sólo tiene dos colores: blanco y azul. El fondo es blanco, y desde el ángulo superior de la izquierda hasta el ángulo inferior de la derecha, atravesando el centro, una franja de color azul que debe tener de ancho la tercera parte del alto o ancho total de la bandera.
El Eco de Galicia, La Habana, Cuba (1898)

### Escudo
El cáliz aparece documentado como motivo principal del escudo de armas del Reino de Galicia desde finales del siglo XIII. Así aparece documentado como armas los reyes de Galyce en el armorial Segar de Inglaterra del año 1282. La representación gráfica de las armas del Reino de Galicia fue evolucionando continuamente a través de los siglos; del originario cáliz cerrado en un relicario (armoriales Bergshammar, Suecia, 1436, y Gymnich, Flandes, 1445) se pasó a su representación en forma abierta; el original campo azul de la bandera se diversificó también en rojo y blanco; y el original cáliz en campo liso sin ningún añadido pasó a contener decoración diversa como ángeles y un número variable de cruces, entre una, seis, siete, o en campo sembrado. Las siete cruces representan a las siete antiguas provincias de Galicia.

## Otras banderas históricas

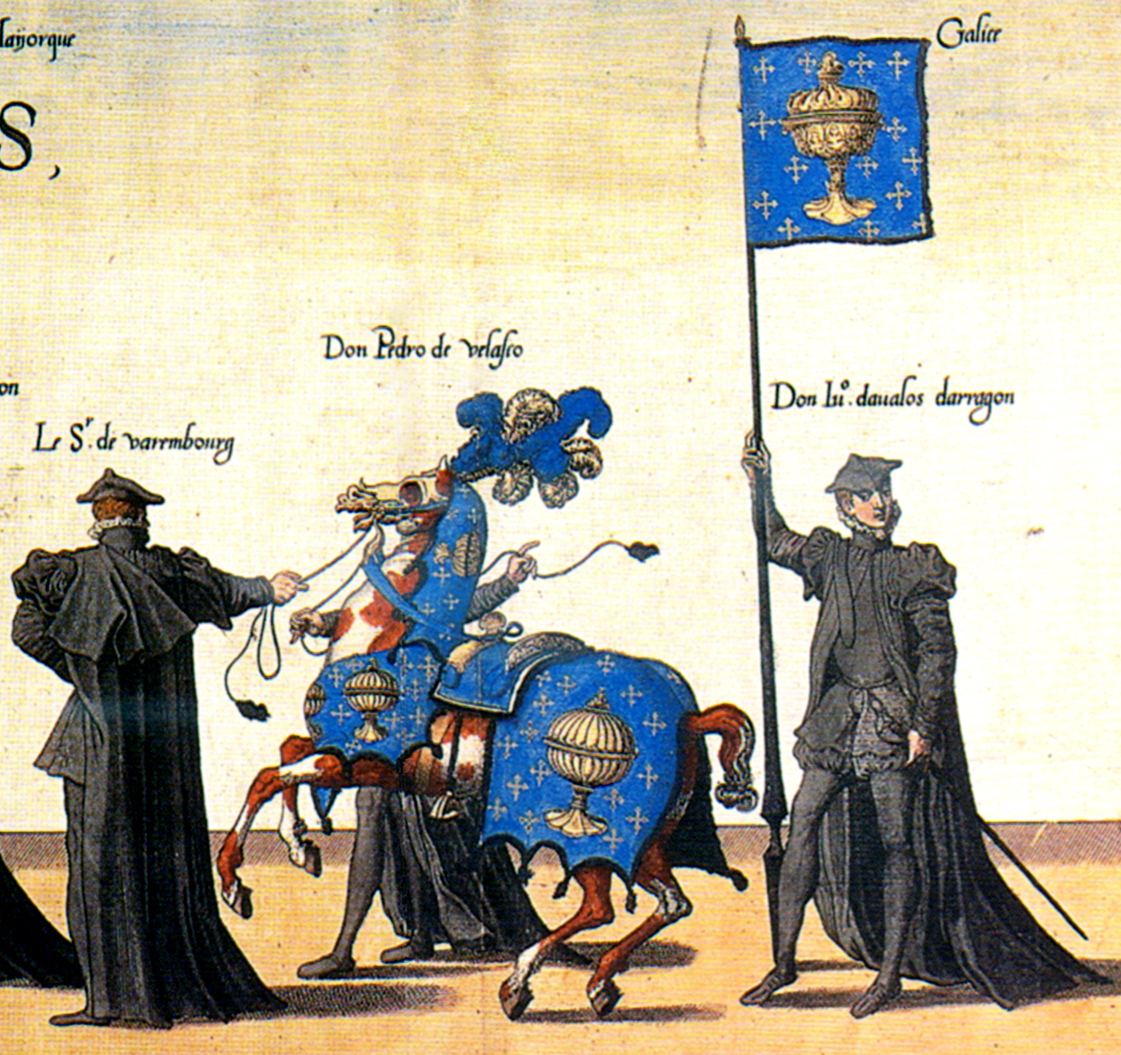
Pompas fúnebres del emperador Carlos I, de Jean y Lucas Doetecum,. Museo Plantin-Moretus-Stedelijk Prentenkabinet

- En la obra Pompas fúnebres del emperador Carlos I de Jean y Lucas Doetecum, del siglo XVI, se representa el estandarte del escudo de armas del reino de Galicia dentro del desfile en el que figuran todos los estandartes de los diferentes reinos que pertenecieron en vida al monarca.
- En el siglo XVIII, los buques de la escuadra de Galicia empleaban como pabellón nacional una bandera blanca con un cáliz dorado y dos grupos de tres cruces rojas cada uno ubicados a ambos lados,[6] tal y como se recoge en la obra La Connoissance des Pavillons ou Bannieres, que la plûpart des nations arborent en mer, publicada en Ámsterdam en 1737.

Representación de la bandera del reino de Galicia
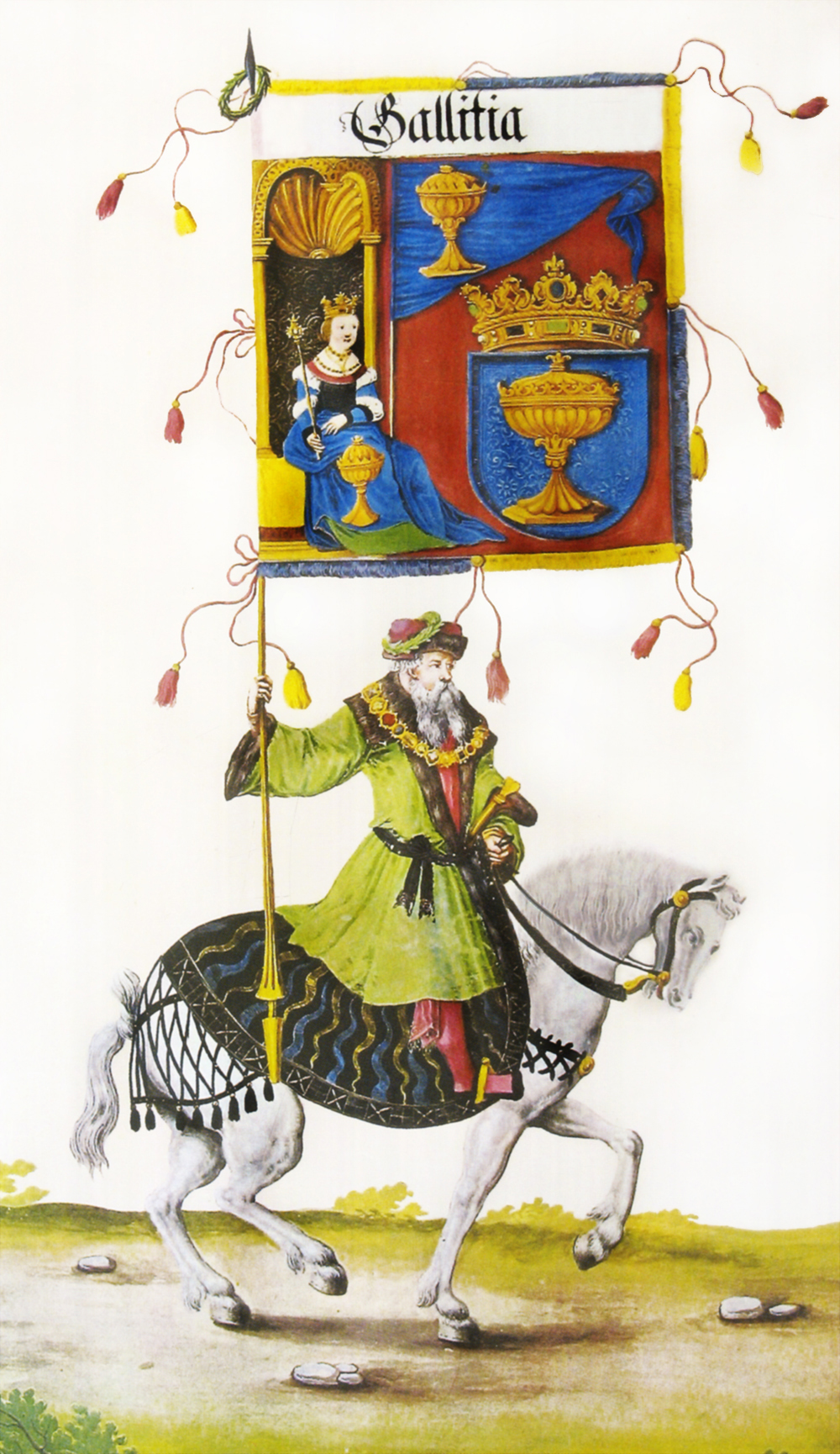
Armas del reino de Galicia en el «gran carro triunfal de Maximiliano I», realizado por Durero en 1515
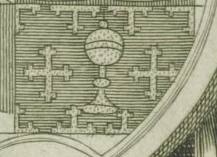
Bandera del reino de Galicia en La ceremonie du mariage du roy d'Espagne avec la Princesse Marie Louise Gabrielle de Savoye, de 1701
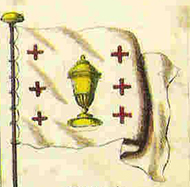
Pabellón empleado por los buques de la escuadra Galicia en el siglo XVIII
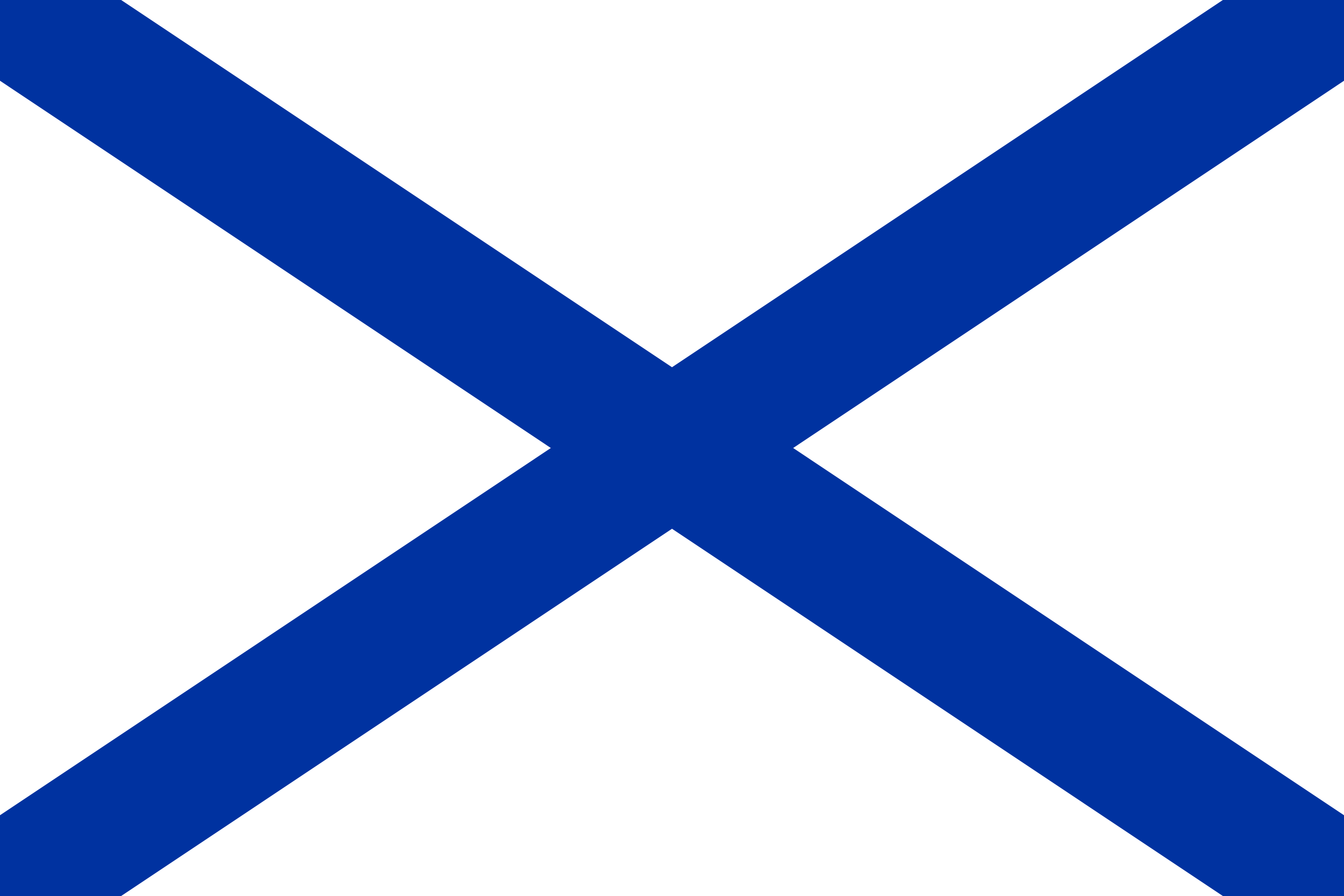
Contraseña original de la provincia marítima de La Coruña (1845-1891)
Contraseña de la provincia marítima de La Coruña adoptada 1891, que dio lugar a la actual bandera de Galicia